# Vaszilij Kuzmics Radajev
Vaszilij Kuzmics Radajev, oroszul: Василий Кузьмич Радаев (Bolsoj Tolkaj, 1907. március 13. – Berszenevka, 1991. december 6.) erza néprajzgyűjtő, költő. A Szijazsar népi eposz alkotója.

## Életútja
1924-ben kezdett irodalmi tevékenységet folytatni. 1930 és 1934 között a Leningrádi Állami Egyetemen tanult. Dolgozott könyvtárosként, tanárként, kolhozvezetőként, kutatóként a Mordvin Nemzeti Művelődési Kutatóintézetben. Tanította az erza költők következő nemzedékét Mihail Vtulkint (1929–1991) és Csiszlav Zsuravljovot (1935–2018), majd harcolt a második világháborúban. 
Életének fő tevékenysége a legendák, dalok, hősi tartalmú mesék gyűjtése, tanulmányozása és irodalmi feldolgozása volt, amelyek szerepeltek az először 1960-ban megjelent Szijazsar eposzban, amely Domokos Péter szerint „formájában és szellemében is legnemzetibb mordvin irodalmi műalkotások egyike”. Tyustyán történetét három kötetben dolgozta fel.
1966-tól volt a Szovjetunió Írószövetségének a tagja.

## Művei
| Eredeti cím                             | A cím fordítása           | Megjelenés helye | Ideje          |
| --------------------------------------- | ------------------------- | ---------------- | -------------- |
| Сад                                     | A kert                    | Szaranszk        | 1940           |
| Сияжар. Сказания мордовского народа     | Szijazsar – mordvin eposz | Szaranszk        | 1960 1973 1976 |
| Вечкевикс содавиксэнь                   | –                         | Szaranszk        | 1964           |
| Шошма леенть чиресэ                     | –                         | Szaranszk        | 1967           |
| Истяяк сакшны часиясь                   | Jól fogom érezni magam    | Szaranszk        | 1967           |
| Пенза и Сура                            | Penza és Sura             | Szaranszk        | 1972           |
| Эрзянь легендат, преданият ды ёвтамот   | –                         | Szaranszk        | 1977           |
| Сурай                                   | –                         | Szaranszk        | 1980           |
| Тюштя                                   | Tyustyán                  | Szaranszk        | 1991           |
| Ине виень эрзя: Ёвтнемат Михаил Боровдо | –                         | Szaranszk        | 1992           |

Magyarul megjelent művei
- Szijazsar – mordvin eposz. Európa Könyvkiadó. 1984. ISBN 9630735709; fordította: Bede Anna
- Ének Tyustya fejedelemről. Mordvin epikus költemény.  Balassi Kiadó. Budapest. 1999. 963-506-287-8 ISBN 963-506-287-7; fordította: Dugántsy Mária

## Fordítás
Ez a szócikk részben vagy egészben  a(z)   Радаєв Василь Кузьмович című ukrán Wikipédia-szócikk ezen változatának fordításán alapul.  Az eredeti cikk szerkesztőit annak laptörténete sorolja fel. Ez a jelzés csupán a megfogalmazás eredetét és a szerzői jogokat jelzi, nem szolgál a cikkben szereplő információk forrásmegjelöléseként.